# Maine Red Claws 2016-2017
La stagione 2016-17 dei Maine Red Claws fu l'8ª nella NBA D-League per la franchigia.
I Maine Red Claws vinsero l'Atlantic Division con un record di 29-21. Nei play-off vinsero i quarti di finale con i Fort Wayne Mad Ants (2-1), perdendo poi la semifinale con i Raptors 905 (2-0).

## Roster
| N° | Naz.                   | Ruolo | Sportivo            | Anno | Alt. | Peso |
| -- | ---------------------- | ----- | ------------------- | ---- | ---- | ---- |
| 3  | Stati Uniti (bandiera) | G     | Coron Williams      | 1989 | 185  | 79   |
| 4  | Egitto (bandiera)      | A     | Abdel Nader         | 1993 | 203  | 102  |
| 5  | Stati Uniti (bandiera) | A     | Malcolm Miller      | 1993 | 201  | 95   |
| 7  | Canada (bandiera)      | G     | Jason Calliste      | 1990 | 188  | 78   |
| 7  | Stati Uniti (bandiera) | G     | Josh Hagins         | 1994 | 185  | 82   |
| 11 | Stati Uniti (bandiera) | G     | Demetrius Jackson   | 1994 | 185  | 91   |
| 12 | Stati Uniti (bandiera) | A     | Jalen Jones         | 1993 | 201  | 100  |
| 13 | Stati Uniti (bandiera) | G     | Marcus Georges-Hunt | 1994 | 198  | 100  |
| 14 | Stati Uniti (bandiera) | G     | Damion Lee          | 1992 | 198  | 95   |
| 15 | Stati Uniti (bandiera) | G     | Cameron Ayers       | 1991 | 196  | 93   |
| 15 | Stati Uniti (bandiera) | G     | Pendarvis Williams  | 1991 | 198  | 88   |
| 17 | Stati Uniti (bandiera) | G     | Arthur Edwards      | 1992 | 198  | 95   |
| 21 | Stati Uniti (bandiera) | A     | Ryan Kelly          | 1991 | 211  | 103  |
| 23 | Stati Uniti (bandiera) | A     | Jordan Mickey       | 1994 | 203  | 107  |
| 24 | Stati Uniti (bandiera) | AC    | J.J. Panoske        | 1993 | 211  | 107  |
| 24 | Francia (bandiera)     | A     | Guerschon Yabusele  | 1995 | 203  | 120  |
| 34 | Stati Uniti (bandiera) | C     | Asauhn Dixon-Tatum  | 1991 | 213  | 107  |
| 52 | Stati Uniti (bandiera) | A     | Dallas Lauderdale   | 1988 | 203  | 118  |
| 90 | Stati Uniti (bandiera) | GA    | Rodney Cooper       | 1990 | 188  | 78   |

## Staff tecnico
- Allenatore: Scott Morrison
- Vice-allenatori: John Auslander, Phil Gaetano, Joe Mazzulla, Patrick Tatham, Dan Wendt